# Race
« Racial » redirige ici. Pour l’article homophone, voir Rassial.
Cet article concerne le concept de race en zoologie. Pour les articles homonymes, voir race (homonymie). Pour l'application du concept à l'espèce humaine, voir race humaine.
Chez les animaux domestiques, la race est un rang taxinomique informel, inférieur à l'espèce. Les races et les sous-races sont distinguées à des fins d'élevage et de sélection.

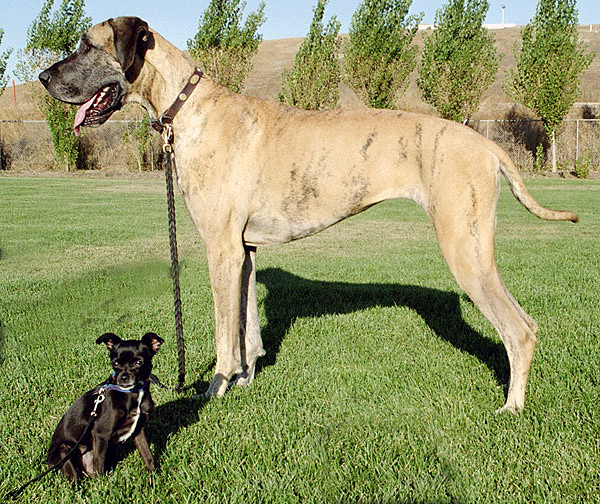
Deux chiens de races différentes : un chihuahua et un dogue allemand.

On parle ainsi de races bovines, canines, félines, ou encore caprines.
Les taxons au rang de race n'ont pas de noms scientifiques internationaux, leur circonscription taxinomique repose généralement sur des critères subjectifs et pratiques (notamment utilisés pour la désignation commerciale). Ces variations sont généralement très faibles pour les races sélectionnées afin de veiller à un certain standard, dont on exige par exemple des prestations particulières pour satisfaire de façon optimale à un but d'utilisation. Par contre, la variabilité peut être très importante entre races géographiques. Il s'agit d'un concept lié à l'aspect commercial davantage que scientifique.
Cet article concerne plus particulièrement l'acception du mot « race » pour désigner des groupes d'une même espèce animale. En nomenclature botanique et mycologique où le terme de « race » n'est pas un rang taxinomique codifié, on parle de variété ou de sous-espèce.
Il reste cependant possible d'utiliser le mot de « variété animale » domestique pour désigner une population animale sélectionnée constituée d'une fraction des animaux d'une espèce que des traitements particuliers de sélection ont eu pour effet de distinguer des autres animaux de l'espèce par un petit nombre de caractères dont l'énumération définit le modèle.
En microbiologie et en virologie, on parle plutôt de souche afin de désigner au sein d'une même espèce microbienne, une population divergeant du reste de l'espèce sur un ou quelques traits différentiels (ex. : une souche de Escherichia coli pathogène pour l'homme, alors que la majorité des populations de cette espèce ne le sont pas).
Pour les espèces naturelles, les termes sous-espèce ou population (selon la divergence et le groupe considéré) sont utilisés[réf. nécessaire].
L'utilisation de critères biologiques prétendant définir différentes « races » humaines au sein de l'espèce humaine soulève des questions éthiques et même logique (on ne vend pas aujourd'hui les hommes dans les pays développés et une désignation commerciale y est donc sans objet). Les controverses sur ce sujet ne sont pas développées ici mais dans l'article Race humaine.

## Les races d’élevage
Le mot « race » désigne principalement des espèces domestiquées (voir section Race et biologie plus bas). Il se rapporte à des populations individualisées d'une même espèce ayant des caractères morphologiques et physiologiques héréditaires distincts des autres populations, c'est-à-dire ayant un génotype moyen individualisé que l'homme a cherché à maintenir parfois depuis longtemps, mais qu'il peut faire évoluer pour des motifs économiques ou de mode.
Les termes « race pure » ou « race fixée » ne correspondent souvent pas à une réalité objective étant donné l'histoire des races, et la sélection dont elles font l'objet. Le cheval dit pur-sang anglais par exemple est issu du croisement de juments britanniques et d'étalons barbes, originaire du Maghreb, ainsi probablement que de pur-sang arabes. Ces termes peuvent être cependant pris avec une acception relative, et il existe des races homogènes et anciennes[réf. nécessaire].
Une race d'élevage est déterminée de plusieurs façons :
- elle peut décrire la population d'une espèce domestique d'une région, qui présente une certaine homogénéité ;
- elle peut être définie essentiellement par un standard, c'est-à-dire un ensemble de critères qui définissent l'individu idéal. Ces critères se limitent souvent à la morphologie, la taille et la couleur pour les animaux de compagnie et d'ornement. On y ajoute dans certains cas des aptitudes particulières, comme le comportement face à un troupeau pour certaines races de chien de berger ;
- il y a généralement la condition d'origine, les géniteurs d'un animal devant être de cette race. Cette condition n'est pas exigée en élevage pour les poules d'ornement. Quand cette condition est appliquée, la race est isolée génétiquement, quoique cet isolement puisse être récent et qu'on prévoit parfois la possibilité de dérogations exceptionnelles ou régulières ;
- lorsqu'il s'agit d'une race de production, ces critères se conjuguent en général avec celui des performances, qui est en général primordial.

Dans les cas précédents, la race est un ensemble d'animaux objectivement homogènes d'apparence et d'origine, quoiqu'il s'y soit ajouté des objectifs de perfectionnement de cette homogénéité dans un cas, et d'amélioration des performances ou de divers caractères dans l'autre.
L'on définit aussi certaines races presque en dehors de critères d'homogénéité et d'origine commune, en fonction d'une volonté d'organisation de l'élevage d'une espèce. C'est le cas de certaines races de vaches qui ont été « créées » par fusion de plusieurs races locales, ou bien du cheval dit selle français et du poney français de selle, pour lesquels on autorise des origines et croisements limités mais hétérogènes. Ces races sont donc formées avec des objectifs d'utilisation, de production, et pour réunir et identifier un type d'animal. Elles peuvent être appelées à être par la suite « fermées » aux nouveaux apports ou au contraire être en permanence alimentées par des produits de première génération de croisements d'autres races, comme c'est le cas des poneys de selle issus de races de poneys et de pur-sang arabe.
Exemples de races :
- de chats : bleu russe, européen, persan ;
- de chiens : labrador, berger allemand, terrier écossais ;
- de chevaux : percheron, pur-sang arabe, Pur-sang ;
- de bovins : charolaise, normande, montbéliarde ;
- d'ovins : mérinos, lacaune, texel ;
- de porcins : piétrain, large white, cochon vietnamien ;
- de poules : crèvecœur, houdan, faverolles ;
- de lapin : lapin chèvre, gris de Vienne, hollandais.

### Définition juridique française (2006)
Un décret de 2006 sur l'identification et à l'amélioration génétique des animaux, dans sa section consacrée à la « gestion des ressources zoogénétiques », définit la race comme un « accord » entre éleveurs (« race : un ensemble d’animaux qui a suffisamment de points en commun pour pouvoir être considéré comme homogène par un ou plusieurs groupes d’éleveurs qui sont d’accord sur l’organisation du renouvellement des reproducteurs et des échanges induits, y compris au niveau international »).

## Race et génétique
La rédaction des lois de l'hérédité basées sur les travaux de Gregor Mendel permet de relier une race donnée à un génotype particulier.
Pour bien comprendre ce lien, il convient de bien distinguer deux notions :
- les caractères observables (le phénotype de l'individu) ;
- l'information portée par le génome (le génotype de l'individu).

C'est l'interaction du génotype et de l'environnement qui détermine le phénotype.
Dans certains cas simples, les gènes s'expriment de manière visible, comme les pois étudiés par Mendel, qui peuvent être lisses ou ridés, ou les drosophiles (mouches étudiées par Morgan, prix Nobel en 1933), dont les yeux peuvent être rouges ou blancs, selon un gène spécifique. Dans ces deux cas, on peut donc clairement définir des races (le terme de variété est d'utilisation plus fréquente dans le cas des végétaux) :
- variétés de pois lisses et variétés de pois ridés ;
- variétés de pois verts et variétés de pois jaunes ;
- race de drosophiles à yeux rouges et race de drosophiles à yeux blancs.

Un individu peut porter plusieurs caractères. Ainsi, un pois jaune ridé n'appartient pas à plusieurs races mais définit une nouvelle variété: celle des pois jaunes et ridés qui peut être fixée sous forme homozygote.
D'autre part, tous les caractères ne sont pas visibles, certains sont d'ordre biochimique (comme la capacité à sentir une molécule donnée, le groupe sanguin, etc.), et d'autre part un individu d'une espèce (végétale ou animale) présente un nombre important de gènes, donc autant de possibilités de définir des races.
Pour les espèces animales utilisées en élevage, ou les espèces végétales cultivées à des fins alimentaires, industrielles ou ornementales, la pression de sélection exercée par l'homme conduit à une homogénéité plus forte (par rapport aux gènes gouvernant les phénotypes recherchés) de la population, et corrélativement à un appauvrissement de la diversité génétique, ce qui fragilise cette population vis-à-vis des agressions de toute nature, comme les maladies. Des exigences commerciales conduisent à définir de nombreux standards de races ou de variétés correspondant à des besoins variés ; ainsi, les animaux ou végétaux qui ne correspondent pas au standard d'une race (ou variété) ne participent pas à la reproduction.
Les microorganismes utilisés dans l'industrie ont également été l'objet, depuis longtemps, de semblables sélections (par exemple, la levure de bière).
Depuis peu, le génie génétique permet de modifier les gènes d'une espèce afin de créer des espèces génétiquement modifiées ou transgéniques, dont les propriétés nouvelles répondent aux besoins de ceux qui les exploitent.

## Race et biologie
Dans la classification des êtres vivants, l'espèce (c'est-à-dire un ensemble d'individus généralement interféconds) est la dernière subdivision (ou taxon) unanimement admise. Au-delà, on parle de sous-espèce ou de population pour les animaux sauvages, de variété ou de population pour les végétaux sauvages, de race pour les animaux domestiques et de cultivar pour les végétaux domestiqués. Ces termes se fondent sur des critères de répartition géographique (sous-espèces du loup, races locales d'animaux domestiques), de ressemblance morphologique, de spécialisation écologique (animaux sauvages), ou d'utilisations pour les animaux domestiques (races à viande ou races laitières). Hors espèces domestiques, les biologistes actuels utilisent donc très peu le terme de race pour les subdivisions de niveau inférieur à l'espèce.
La notion de race est donc (en français) principalement utilisée dans le cadre de la sélection humaine des animaux domestiques. Chez les espèces existant à l'état sauvage et domestique (loup/chien, sanglier/porc, coq doré/poule domestique), l'animal domestique est parfois considéré comme une espèce distincte, la tendance étant cependant de le classer comme une sous-espèce de l'espèce sauvage : le chien passant de canis familiaris à canis lupus familiaris. Selon cette classification, l'ensemble des races de chiens de toutes tailles et du monde entier est mis au même niveau qu'une sous-espèce géographique comme le loup arctique : Canis lupus arctos.
À l'inverse, certaines races d'animaux domestiques peuvent être issues de plusieurs sous-espèces, comme le zébu africain issu du zébu d'Inde et du bœuf, voire de plusieurs espèces comme certaines races de porc issues de Sus scrofa et de Sus celebensis.
Chez les végétaux on emploie les termes de variétés cultivées ou cultivars.

« Si l'on souhaite disposer d'un plus grand nombre de rangs de taxons, leur nom se forme par l'addition du préfixe « sous- » (« sub- ») aux noms des rangs principaux ou secondaires. Une plante peut ainsi se voir classer dans des taxons aux rangs suivants (par ordre décroissant) : regnum, subregnum, divisio ou phylum, subdivisio ou subphylum, classis, subclassis, ordo, subordo, familia, subfamilia, tribus, subtribus, genus, subgenus, sectio, subsectio, series, subseries, species, subspecies, varietas, subvarietas, forma, subforma. »

Cet extrait du Code international de nomenclature botanique montre bien la complexité et la progressivité des catégorisations nécessaires en biologie. Si la plupart des spécialistes s'accordent au niveau des espèces, savoir si une population montrant des caractères particuliers doit être une sous-espèce, une variété ou une forme, fait souvent l'objet de débats. Les individus d'une sous-espèce restant toujours interféconds, on observe souvent à l'intérieur d'une espèce des populations en cours d'isolement, présentant parfois des différences morphologiques, parfois des différences écologiques (écotypes) sans nécessaire corrélation avec leur état de différenciation génétique.
Ces subdivisions sont donc assez hasardeuses et complexes ; il n'est pas rare de les voir remises en cause en fonction de l'importance plus ou moins grande donnée à un caractère discriminant. De plus, l'interfécondité permettant la reproduction croisée entre deux sous-espèces, le choix de classer un individu dans tel ou tel groupe peut être totalement arbitraire. Elles ne peuvent donc être définies sans ambiguïté qu'en cas de parfait isolement des deux sous-espèces : géographiquement, par exemple. Cela explique les réticences des biologistes face à la définition de « races humaines » qui reste donc encore sujet à débat entre scientifiques. Pour Darwin, les groupes humains ont tous un ancêtre commun car le transformisme suppose le monogénisme généralisé : « Les naturalistes qui admettent le principe de l’évolution […] n’éprouvent aucune hésitation à reconnaître que toutes les races humaines descendent d’une souche primitive unique » (La Descendance de l'homme, p. 192-193). Dans ce cadre, il suggère de négliger la définition de la race et la caractérisation des races. Il note, chez treize auteurs (dont Kant), l’incapacité à s’accorder sur le nombre des races humaines (l’écart va de 2 à 63). Ceci « prouve que ces races se confondent les unes avec les autres, de telle façon qu’il est presque impossible de découvrir des caractères distinctifs évidents qui les séparent les unes des autres » (p. 191). Dans le symposium de l'UNESCO de 1982, le généticien israélien Eviatar Nevo (en) met en garde contre les idéologies qui nient l'existence des races autant que celles qui prônent la pureté raciale.

## Races et espèces menacées
Depuis quelques années, et notamment depuis la Convention sur la diversité biologique de Rio, la FAO, l'OIE, l'ONU, des ONG et certaines instances scientifiques internationales (IUBS, UICN, etc.) s'inquiètent de la disparition accélérée d'espèces domestiquées et notamment de races locales.
À titre d'exemple, rien qu'en France et en 100 ans, le nombre de races de bétail est passé de plusieurs centaines à une douzaine dans les années 2000. Et quand une « race animale » subsiste, il n'en reste que quelques individus, c’est-à-dire que la diversité de son patrimoine génétique s'est considérablement appauvrie, ce qui nuit aux capacités de résilience écologique des agro-systèmes et risque de rendre difficile l'adaptation de l'élevage aux changements climatiques et aux maladies.
L'évaluation des écosystèmes pour le millénaire a montré qu'en dépit de la Convention de Rio sur la biodiversité et du protocole de Carthagène (sur la biosécurité), le nombre des races domestiques s'est encore effondré, sauf en Europe et en Amérique du Nord, mais le déclin y a été plus précoce. L'ONU vise la conservation à long terme la biodiversité, pour un « Partage juste et équitable de ses avantages ». Mais nous sommes devenus tributaires de moins de 100 plantes pour 90 % de nos besoins. L'humanité s'est jusqu'au début du XXe siècle nourrie de plusieurs milliers d'espèces végétales. Elle n'en cultive plus aujourd'hui qu'environ 150, dont trois (maïs, blé, riz) fournissent près de 60 % des calories et protéines végétales. Dans le même temps, une standardisation et une stabilisation des races et variétés ont été imposées par les grands semenciers et le secteur agro-alimentaire via la mise en place d'inscriptions obligatoires à des catalogues. Ceci a encore accentué la perte de diversité génétique des ressources agricoles, via l'adaptation d'un nombre toujours plus faible d'espèces, races et variétés aux standards homogénéisants du secteur agro-alimentaire. Les abeilles domestiques régressent, tout comme les abeilles sauvages, pour des raisons encore mal comprises, mais parmi lesquelles la pollution génétique pourrait avoir une responsabilité. Des zoonoses aujourd’hui mondialisées comme le prion dit « de la vache folle », la maladie de Newcastle, la fièvre aphteuse, ou le virus H5N1 de la grippe aviaire ont conduit à tuer préventivement des millions d'animaux d'élevages traditionnels. Faute d'avoir organisé la conservation du patrimoine génétique des races anciennes et locales, les animaux abattus ont pour la plupart été remplacés par des animaux de « races » industrielles productrices achetées à des naisseurs sous forme de veaux ou de « poussins de un jour » par les éleveurs (même bio), encore une fois au profit d'une homogénéisation génétique liée à la sélection et au faible nombre de reproducteurs.
Dans le même temps, la part du territoire disponible pour la nature sauvage régresse au profit notamment de l'agriculture intensive (42 % en moyenne de la superficie de l'UE, mais 75 % dans des régions telles que le Nord - Pas-de-Calais ou la Picardie). La sylviculture s'intensifie aussi, ce ne sont donc pas dans ces espaces, par ailleurs de plus en plus fragmentés que la diversité génétique d'espèces parentes peut être conservée, alors que les sols agricoles se dégradent partout dans le monde.
La FAO a enquêté dans 170 pays sur le devenir au cours des dix dernières années sur 6 379 races d'animal d'élevage de mammifères et d'oiseaux domestiqués. L'étude conclut à deux races domestiques perdues chaque semaine et à 350 races menacées d'extinction. Plus de 1 000 races auraient été perdues en 100 ans. Un tiers des races d'élevage sont menacées d'extinction.
Les données de taille des populations ne sont disponibles que pour 4 183 races, presque toutes en régression constante ou accélérée. 740 races sont déjà éteintes. 1 335 (soit 32 %) sont à la limite de l’extinction. La régression tend à s'accélérer, avec une proportion de races de mammifères domestiques menacées d'extinction : de 23 à 35 % de 1995 à 2000 (en quinze ans). Races d’oiseaux menacées d'extinction est passée de 51 % du total en 1995, à 63 % en 1999. Si rien n'est fait, 2 255 races seront perdues d’ici 2020.
Même des variétés très productives et rustiques ont régressé. Le Centre régional de ressources génétiques (CRRG) et le Conservatoire botanique national de Bailleul (CNBB) ont sauvé in extremis la carotte de Tilque (l'une des plus grosses carottes des variétés anciennes), le mouton du Boulonnais, la vache flamande, des centaines de variétés de fruits, une centaine de légumes anciens, mais le porc flamand (ou porc des Flandres) a définitivement disparu. Ces variétés ne sont souvent représentées que par une population très petite, voire un unique arbre.
Un autre problème est celui de la pollution génétique induit par les croisements d'espèces domestiquées (animales, végétales…) avec leurs parents ou ancêtres sauvages, croisements qui peuvent perturber la base génétique d'espèces sauvages, voire l’écosystème, particulièrement avec les OGM qui peuvent potentiellement devenir de « super mauvaises-herbes », insecticides et tolérantes à des désherbants totaux, risquant de devenir invasives, alors que les espèces domestiques avaient généralement une moindre aptitude à vivre sans l'aide de l'Homme.
Un exemple souvent cité est celui du passage de gènes de porc domestique chez les sangliers, qui en l’absence de prédateurs naturels et dans un contexte d'agrainage pour la chasse ou de disponibilité alimentaire dans les champs permet une plus grande prolificité.

## Autres usages du terme
Ce terme est probablement issue de l'italien du XIVe siècle « razza », dans le sens d'espèce ou de type (biologie). En France, dans un sens aujourd'hui vieilli, le terme de « race » a aussi fini par désigner principalement l'ensemble des individus appartenant aux différentes générations d'une famille, d'une dynastie. Exemples : la race d'Abraham, la race des Capétiens, etc.
Le terme a également désigné au XVIIe siècle les « générations » :
« Chez cette race nouvelle
Où j'aurai quelque crédit
Vous ne passerez pour belle
Qu'autant que je l'aurai dit. »
(Corneille, Stances à Marquise)
Par contre au XVIIIe siècle, le terme de sous-espèce n'existait pas, il ne pouvait donc y avoir aucune distinction sémantique que l'on retrouve aujourd'hui, Jean-Baptiste de Lamarck définit ce terme par les mots suivants : « Subdivision de l'espèce fondée sur des caractères physiques héréditaires, représentée par une population. Races actuelles, fossiles ; amélioration, croisement, sélection de races. Il y a tant de races d'animaux et de végétaux qui nous sont encore inconnues ».
Charles Morazé rappelle que, jusqu'au début du XIXe siècle, le mot « race », « avait gardé son sens très aristocratique ou, si l'on veut, féodal. Il servait au noble à désigner la lignée de ses ancêtres. Quand il s'agissait d'une lignée royale, le mot se revêtait d'une majesté particulière : les Bourbons étaient « la troisième Race » ». Certes, le bourgeois enrichi du début du XIXe siècle risque le ridicule à parler de sa race.
Au sens figuré, la race désigne des groupes de personnes ayant des intérêts et des comportements communs.
Dans de nombreux textes de français moderne, le terme de race reste utilisé pour désigner les sous-groupes de l'espèce humaine formés par les différences héréditaires de couleur de peau et de morphologie (yeux bridés, par exemple). Le mot « race » est d'ailleurs employé à l'article 1 de la Constitution française : « [La République] assure l'égalité devant la loi de tous les citoyens sans distinction d'origine, de race ou de religion ». En Juillet 2018, le terme "race" est supprimé de cet article 1 de la Constitution française.Cependant, si cette absence de distinction est bien acceptée dans les pays anglo-celtes, elle est fortement rejetée dans d'autres comme la France, où l'utilisation dans un cadre officiel d'une mention raciale est interdite, le terme de « type » ou « ethnie » est préféré.
Le terme de « race » est souvent employé dans les ouvrages de science-fiction et de médiéval-fantastique, en général issu d'une traduction littérale de l'anglais. La définition de « race » n'est alors pas la même qu'en biologie. Dans ce contexte, il désigne des groupes d'êtres intelligents qui ont des caractères physiques et souvent psychologiques différents. La reproduction entre races différentes y est souvent infertile, la notion est plus proche de celle d'espèce.